# Eudald Travé Montserrat
Eudald Travé Montserrat (1918-2012) fou jugador, àrbitre i directiu de billar.
Nascut a Valls el 1921, va ser un home molt actiu i polifacètic, ja que va practicar i va ser directiu de diversos esports. De jove va practicar l'atletisme i va arribar a ser campió de Catalunya universitari. Va viure uns anys a Castelló on va ser directiu del CD Castelló, càrrec que va alternar amb el de president de la federació provincial d'escacs i directiu del Club Nàutic. De tornada a Catalunya, va ser dirigent el Club Billar Monforte, el qual presidia quan va ser nomenat president de la Federació Catalana de Billar l'any 1958. Al marge de president de la Federació Catalana, fou membre de la Federació Espanyola, de la Confederació Europea i de la Unió Mundial de Billar, també va ser àrbitre i representant de Catalunya i d'Espanya en competicions internacionals. El 1974, i mentre encara era president de la Catalana, va fundar el Club de Tennis Calonge, del qual també va ser el seu primer president.